# Convento di Santa Maria Assunta in Baccanello
Il convento di Santa Maria Assunta in Baccanello è situato nella frazione di Baccanello, nel comune di Calusco d'Adda, in provincia di Bergamo. La struttura appartiene alla Diocesi di Bergamo ed è gestita da una piccola comunità di frati minori francescani.

## Storia
Il primo nucleo del convento era formato da una piccola chiesa, dedicata a Santa Maria Assunta, presente sul territorio di Baccanello già a partire dall'inizio del XVI Secolo: la chiesa era un piccolo edificio a navata unica con un portico esterno. I nobili Colleoni acquisirono il diritto di patronato sulla chiesa in seguito delle loro frequenti donazioni. Nel 1597 gli stessi Colleoni proposero di invitare i Francescani di S. Maria delle Grazie di Bergamo e di cedere a loro la chiesa di S. Maria Assunta, ma i Francescani accettarono l'invito solo qualche anno dopo a causa della superficie del terreno troppo piccola per sostenere una comunità conventuale. L'8 novembre 1605 il Vescovo di Bergamo, Mons. Gianbattista Milani, cedette ai frati minori della Serafica Riforma la chiesa di S. Maria Assunta e diede loro il permesso di erigere il convento.
Sebbene la prima necessità della vita monastica fosse una barriera spirituale data da un corpo chiuso quadrilatero, contenente il chiostro o i chiostri porticati intorno ai quali si svolgeva l'attiva vita di clausura, l'ordine dei frati minori perseguiva sin dall'inizio un'intensa attività predicativa e d'assistenza dei poveri che orientarono di conseguenza alla fondazione dei loro cenobi in luoghi a stretto contatto con la popolazione cittadina, come ad esempio proprio il convento di Santa Maria delle Grazie a Bergamo, sede della comunità francescana, collocato fuori dalle “muraine”, le mura medievali di fortificazione, costruite intorno alla città ad opera della famiglia Visconti, per proteggere i borghi nati lungo le strade che collegavano la città ai paesi limitrofi. Anche il convento di Baccanello rispetta questa tipologia trovandosi sulla strada principale che collegava Terno con Calusco d'Adda: il circondario del convento aveva ad est e a sud la strada provinciale, a ovest le case di Baccanello e a nord est il torrente Grandone.
Il convento cominciò a prendere la sua forma claustrale grazie alle donazioni degli abitanti di Calusco: i frati cinsero di mura il circondario che accolse il bosco, l'orto, il prato, il giardino e il vigneto. La costruzione del convento e della nuova chiesa fu terminata nel 1625, quando venne consacrato a Santa Maria degli Angeli: i lavori di ampliamento, ristrutturazione e completamento continuarono però nel tempo. Nel 1798, anno dell'invasione francese della Lombardia, il convento venne chiuso fino alla cacciata dei francesi nel 1800 da parte degli Austriaci: la comunità conventuale si ricostituì e riaprì il convento, ma solo fino al 1807, quando Napoleone Bonaparte conquistò di nuovo la Lombardia e promulgò il decreto imperiale che sopprimeva gli ordini religiosi. Il convento, passato in mano a privati, rimase chiuso fino al 1888, sebbene i riti religiosi continuarono ad essere officiati nella chiesa di Santa Maria dal clero della vicina Calusco. Il convento venne riaperto il 21 novembre 1888, quando i frati riuscirono a rientrarne in possesso. Dal 1981 il convento svolge la funzione di sede del noviziato dei francescani di Lombardia e dal 1999 al 2016 è stata sede di noviziato per i frati di tutto il Nord Italia.

## Descrizione
Il convento è composto da:
- un piccolo chiostro d'ingresso, di forma quadrata con portici sostenuti da pilastrini molto semplice con un accenno di capitelli: fu costruito nei primi tempi e al centro fu eretta una colonna, sormontata dalla croce con l'iscrizione "questo è il cemeterio 1625". Il chiostrino svolse le funzioni di cimitero fino al 1903, quando i frati defunti incominciarono ad essere seppelliti nel cimitero di Calusco;
- il chiostro grande di solito si trova lungo un lato del corpo della chiesa, in modo tale che gli edifici riservati ai monaci lungo il chiostro comunicassero direttamente con la chiesa: a Baccanello il chiostro, per problemi di spazio, dovette essere costruito a nord ovest della chiesa e per mantenere il contatto con il coro assunse una forma rettangolare, mantenendosi isolato dall'altro piccolo chiostro da un muro;
- al piano terra del convento sono poste a ovest le officine, ora adibite a sale per incontri, ad est il refettorio, la cucina e la sala capitolare, a nord est la dispensa, la legnaia e la torre granaio;
- al primo piano si trova il dormitorio che mantiene l'accesso diretto al coro, la foresteria ad ovest del convento e la biblioteca sul lato nord;
- la chiesa originaria intitolata a Santa Maria Assunta, ristrutturata e ampliata dopo l'arrivo dei frati
- la torre campanaria, eretta solo nel 1727.[6]